# Protoribates capucinus
Protoribates capucinus is een mijtensoort uit de familie van de Haplozetidae. De wetenschappelijke naam van de soort is voor het eerst geldig gepubliceerd in 1908 door Berlese.